# Luigi Traglia

Luigi Traglia (Albano Laziale, 3 april 1895 - Rome, 22 november 1977) was een Italiaans geestelijke en kardinaal van de Rooms-Katholieke Kerk.
Traglia studeerde aan de Pauselijke Lateraanse Universiteit en aan het Gregorianum en werd op 10 augustus 1917 priester gewijd. Van 1919 tot 1936 werkte hij als hoogleraar aan de Pauselijke Urbaniana Universiteit. Daarnaast was hij sinds tussen 1927 en 1930 staflid van de Heilige Congregatie voor de Seminaries en Universiteiten en, vanaf 1930, auditor bij de Heilige Congregatie tot Voortplanting des Geloofs. In 1932 benoemde paus Pius XI Traglia tot Huisprelaat der Paus. Vanaf 1936 was hij bovendien auditor bij de Sacra Rota Romana.
Aan het einde van dat jaar volgde zijn benoeming tot titulair aartsbisschop van Caesarea di Palestina en tot vice-regent van het bisdom Rome. Hij werd in 1951 door paus Pius XII verheven tot Assistent bij de Pauselijke Troon. In 1953 werd hij bovendien voorzitter van de commissie die het Mariajaar 1955 moest voorbereiden.
Tijdens het consistorie van 28 maart 1960 creëerde paus Johannes XXIII Traglia kardinaal. Hij kreeg de Sant'Andrea della Valle als titeldiakonie. Kardinaal Traglia nam deel aan het Tweede Vaticaans Concilie en aan het conclaaf van 1963, dat leidde tot de verkiezing van paus Paulus VI. In 1965 werd hij kardinaal-vicaris van het bisdom Rome. Hij zou dit tot 1968 blijven. In dat jaar werd hij benoemd tot kanselier van de Heilige Roomse Kerk, wat de benaming was voor het Hoofd van het Secretariaat voor Latijnse Brieven, een onderafdeling van het Staatssecretariaat van de Heilige Stoel. Toen deze afdeling in 1973 werd opgeheven, kreeg Traglia ontslag uit zijn functie. In 1972 was hij overigens al bevorderd tot kardinaal-bisschop van het suburbicair bisdom Albano. Een jaar later werd hij gekozen tot deken van het College van Kardinalen en - zoals bij deze functie hoort - tot kardinaal-bisschop van Ostia.
Kardinaal Traglia overleed in Rome, en werd aanvankelijk begraven op Campo Verano, alvorens - volgens zijn wens - te worden bijgezet in de San Lorenzo in Damaso.
- Gemeinsame Normdatei: 1129724182
- International Standard Name Identifier: 0000 0000 6243 8279
- Istituto Centrale per il Catalogo Unico: UBOV060235
- Virtual International Authority File: 88780840
- WorldCat: E39PCjJRyRhjfkHXp8WvHxCKgq